# Retrogradación de los planetas

Animación esquemática de Marte retrógrado. Cuando la Tierra (E) adelanta a un planeta superior como Marte (M), el planeta superior (M') parecerá invertir temporalmente su movimiento en el cielo

La retrogradación de los planetas o movimiento retrógrado aparente es el movimiento aparente de un planeta en una dirección opuesta a la de otros cuerpos dentro de su sistema, observado desde un punto de vista particular.

## Concepto de planeta en la antigüedad
La palabra planeta viene del término planete en griego, que significa vagabundo o errante. Se aplica a los astros que modifican sus posiciones respecto a las estrellas fijas. Todos gozan de un movimiento diurno de este a oeste, acompañando a las estrellas mientras se desplazan con lentitud hacia el este. Los planetas ocupan una estrecha banda de 8° de anchura a cada lado de la eclíptica llamada banda zodiacal, estando en ocasiones al norte o al sur de la eclíptica. 
Para los griegos y sus sucesores eran planetas el Sol, la Luna, Mercurio, Venus, Marte, Júpiter y Saturno. En 1781, mucho tiempo después de la revolución copernicana, un nuevo planeta fue descubierto: se trataba de Urano.

## Retrogradación
El Sol y la Luna se mueven de una forma más o menos regular, a lo largo del espacio, avanzando siempre de este a oeste, pero los cinco planetas visibles a simple vista y conocidos desde tiempos antiguos, viajan de una forma más irregular. Así estos cinco se desplazan a lo largo del espacio respecto del fondo de estrellas generalmente de oeste a este, aunque dicho movimiento se ve interrumpido durante breves intervalos por un movimiento retrógrado de este a oeste.
El retroceso va precedido de una pérdida en la velocidad de avance hasta pararse; luego, el planeta retrocede hasta alcanzar otra vez una posición estacionaria y reemprende el movimiento directo normal de oeste a este.
Mediante una observación cuidadosa los antiguos observaron que los periodos entre las retrogradaciones o periodo sinódico aunque variaban, eran por término medio 116 días, para Mercurio; 584 para Venus; 780 días para Marte; 399 para Júpiter y 378 para Saturno. Los períodos sinódicos de los planetas descubiertos posteriormente mediante telescopios son de 370 días para Urano y 367 para Neptuno.
La retrogradación ocupa una parte menor del movimiento del planeta que normalmente se desarrolla en sentido directo. La duración de la retrogradación {\displaystyle T_{ret}} de un planeta se puede calcular si realizamos la simplificación de órbitas coplanarias, circulares y recorridas con movimiento uniforme mediante la expresión:
{\displaystyle T_{ret}={\dfrac {T_{s}}{2\pi }}\ \arccos {\dfrac {r_{1}{\sqrt {r_{2}}}+r_{2}{\sqrt {r_{1}}}}{r_{1}{\sqrt {r_{1}}}+r_{2}{\sqrt {r_{2}}}}}}
En donde {\displaystyle T_{s}} es el período sinódico del planeta considerado, {\displaystyle r_{1}} es el semieje mayor de la órbita terrestre y {\displaystyle r_{2}} es el semieje mayor de la órbita del planeta. Las duraciones medias de la retrogradación para los diferentes planetas que se obtienen con la expresión matemática anterior son: para Mercurio 23 días, Venus 42 días, Marte 73 días, Júpiter 121 días, Saturno 138 días, Urano 152 días y Neptuno 158 días.

Movimiento aparente de Venus en agosto-septiembre de 1975

En la imagen adjunta aparece el movimiento aparente de Venus en 1975. La conjunción inferior D ocurre el 27 de agosto de 1975 y corresponde al día 293 tras la conjunción superior. Los números sobre la trayectoria de Venus corresponden a los días tras la conjunción superior. El planeta va en movimiento retrógrado desde C, 3 de agosto de 1975 a las 16 horas hasta E el 16 de septiembre de 1975 a las 10 horas, en este caso retrograda durante ~44 días. Como en la imagen está dibujada la posición cada 10 días, es perfectamente perceptible la pérdida de velocidad al acercarse a C y la aceleración tras la finalización del movimiento retrógrado.

## Los planetas inferiores
Mercurio y Venus, los llamados planetas inferiores porque orbitan el Sol a menor distancia que la Tierra, nunca se alejan demasiado del Sol vistos desde la Tierra
Se llama elongación al ángulo medido desde la Tierra que forman el Sol y un planeta. Mercurio tiene una elongación máxima con el Sol de 28°, mientras que la elongación máxima de Venus es de 45°.
Cuando están situados al este del Sol ambos planetas inferiores aparecen como estrellas vespertinas, surgiendo a poco de ponerse el sol por el oeste y acompañándole casi inmediatamente en su desaparición por debajo del horizonte.
Tras alcanzar su máxima elongación oriental retrogradan hasta situarse al oeste del Sol, convirtiéndose en estrellas matutinas, apareciendo poco antes del alba y desapareciendo con los primeros rayos del sol.
Durante muchos milenios las antiguas civilizaciones los consideraron como astros distintos según apareciesen por la mañana o por la tarde. Mercurio, debido a su proximidad al Sol, y los cortos periodos en que es visible, es difícil de observar.

## Los planetas superiores
Son los que orbitan al Sol a mayor distancia que la Tierra, (Marte, Júpiter, Saturno, Urano y Neptuno) La elongación de estos puede tomar cualquier valor, a diferencia de lo que ocurría con los planetas inferiores. Cuando es 0 los planetas se dice que están en conjunción superior con el Sol, y no son visibles entonces. Cuando es de 180 los planetas están en oposición. Entonces, precisamente por estar en una posición diametralmente opuesta al Sol, pasan a medianoche por el meridiano del lugar. Entre una y otra configuración ocupan cualquier posición.
La teoría heliocéntrica explica fácilmente que cuando un planeta superior está en oposición al Sol se encuentra a la mínima distancia a la Tierra, y su brillo es máximo. Los planetas solo retrogradan en las proximidades de la oposición, presentando entonces su máximo brillo. Este incremento del brillo ha sido interpretado a partir del siglo IV a. C. como una disminución de la distancia del planeta a la Tierra. Esto es especialmente importante en el caso de Marte, cuyo brillo en oposición es muy superior al que tiene en el resto de sus posiciones, y cuando circunstancialmente ésta coincide además con su paso por el perihelio, solo es superado en brillo por el Sol, la Luna y Venus. En la antigüedad, estos dos hechos, brillo y distancia, se relacionaban como un solo hecho: estar en oposición, pero su conexión mediante la teoría vigente que era la geocéntrica, no era en absoluto clara. Parecía como si la trayectoria solar y la planetaria estuviesen de alguna forma misteriosamente conectadas.